# Hornberget Station
Hornberget Station (Hornberget holdeplass) var en jernbanestation på Solørbanen, der lå i Elverum kommune i Norge.
Stationen åbnede som trinbræt 15. oktober 1956. Betjeningen med persontog ophørte 1. juni 1986, og 27. maj 1990 blev stationen nedlagt.